# Cyphellostereum muscicola
Cyphellostereum muscicola är en lavart som först beskrevs av Narcisse Theophile Patouillard, och fick sitt nu gällande namn av D.A. Reid 1965. Cyphellostereum muscicola ingår i släktet Cyphellostereum, klassen Agaricomycetes, divisionen basidiesvampar och riket svampar.   Inga underarter finns listade i Catalogue of Life.